# マールク新さっぽろ
マールク新さっぽろ　(マールクしんさっぽろ)　は、北海道札幌市厚別区にある街区名である。

## 概要

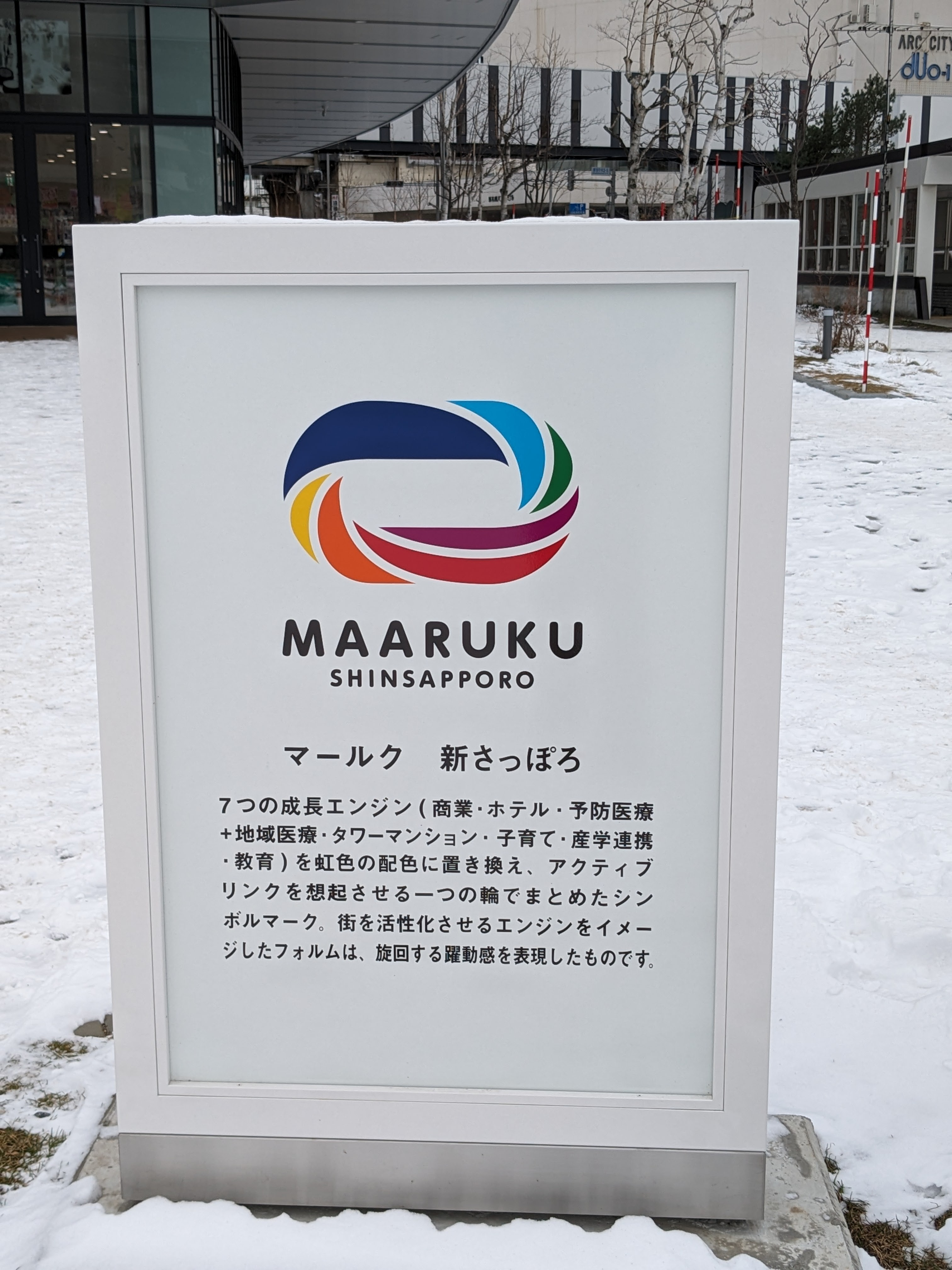
マールク新さっぽろ説明看板

札幌市の都心部より南東約11kmに位置し、新札幌副都心として大規模な商業機能や公共機能などが1970年代から集約し、さらにJR千歳線や地下鉄東西線、バスターミナルがあり賑わいを見せる新札幌。しかし、開発から50年以上経過しているとともに、都市基盤施設の強化、市営住宅の跡地活用などを目指して、2015年　(平成27年)　に、「新さっぽろ駅周辺地区まちづくり計画」が策定された。地域交流拠点として「にぎわい」と「つながり」のある質の高い複合市街地の形成を目標とする。その後、「新さっぽろ駅周辺地区G・I街区開発プロジェクト」となずけられたこのプロジェクトは、大和ハウス工業が開発を手掛けることとなった。後の公募により、この街区名は「マールク新さっぽろ」となった。「マールク新さっぽろ」は、商業・教育・医療が集積し、新たな7つの成長エンジンを備えた、先導的で独自性の高いまちづくりを行っている。

## 沿革
- 1967年(昭和42年) - 後のG・I街区となる場所に、下野幌第二団地(現・下野幌団地)が造成開始[5]。
- 1976年(昭和51年) - 下野幌第二団地の造成完了[5]。
- 2015年(平成27年) - 札幌市は下野幌団地の老朽化を理由に、団地を解体。住居を付近の新さっぽろ団地に移すことにより対応。団地跡地の活用をするために、先述した「新さっぽろ駅周辺地区まちづくり計画」を策定[6]。
- 2019年(平成31年/令和元年)3月 - G街区の造成を開始[2]。4月にはI街区の造成も開始した[2]。
- 2021年(令和3年) - 新型コロナウイルス感染症の影響により工事に遅れを取ったが、4月にG街区「札幌学院大学」、「札幌看護医療専門学校」が開校。I街区「D-Parking新さっぽろ駅前」もオープン[3]。
- 2022年(令和4年)7月 - I街区内に、脳神経外科、内科、メディカルビルが開院、オープン。8月には整形外科が開院[2]。
- 2023年(令和5年)7月 - I街区内に、分譲マンションの「プレミストタワー新さっぽろ」が完成。ホテルの「ラ・ジェント・ステイ新さっぽろ」もオープン。
- 2023年(令和5年)11月30日 - 「BiVi新さっぽろ」がオープン[3]。BiVi新さっぽろのオープンによりI街区のすべての建物が完成し、再開発が完了した。

## マールク新さっぽろG街区
G街区には、主に大学などの教育機関を設ける。

### 札幌学院大学新札幌キャンパス

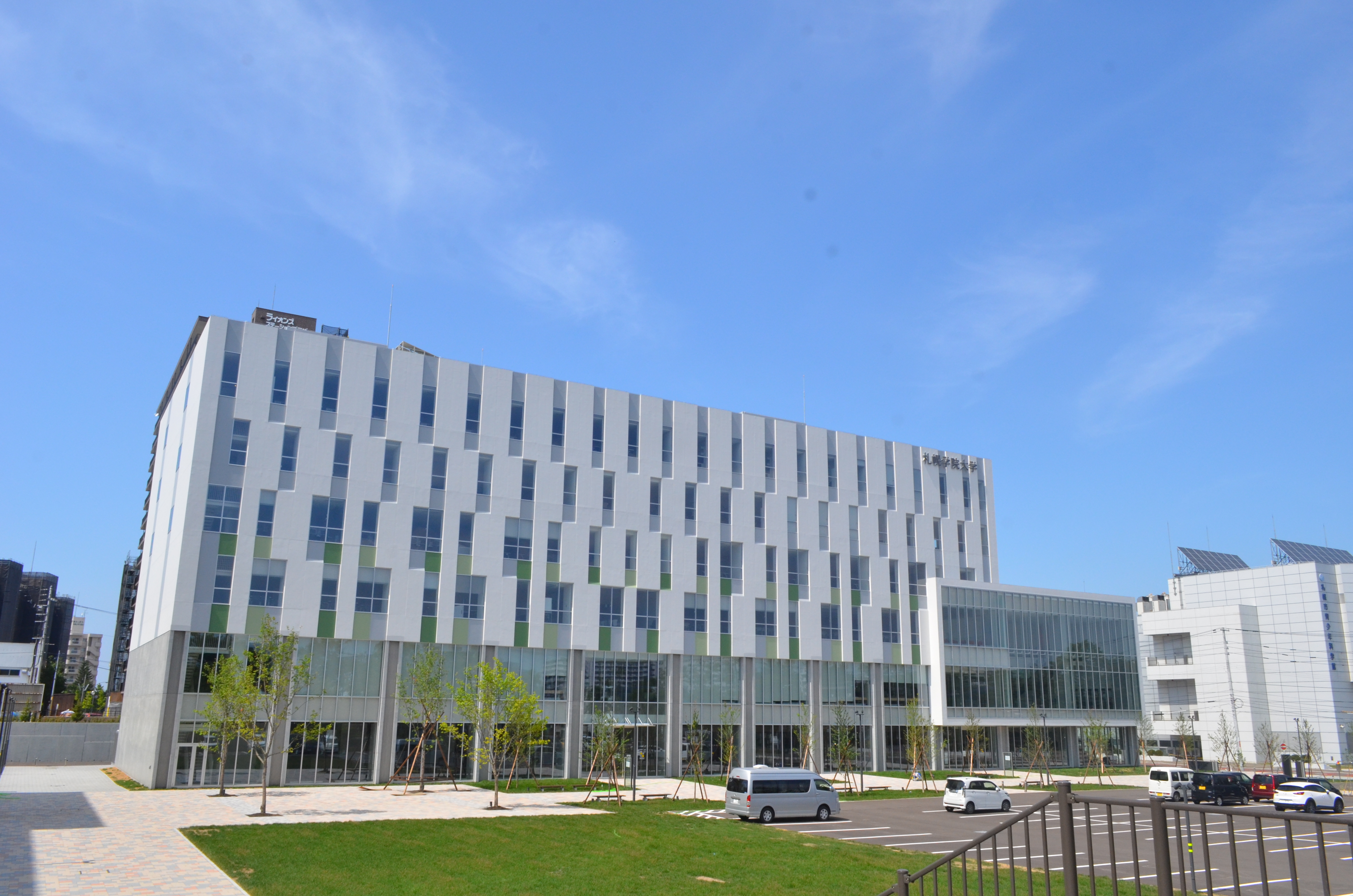
札幌学院大学 新札幌キャンパス

江別市に本部をおく札幌学院大学が新札幌キャンパスを設置している。

#### 学部、教室など
このキャンパスには、1F～6Fまでがある。
- 1Fには、カフェテリアやラウンジなどを備える。
- 2Fには、図書館、多目的ホールなど、大人数で使用するフロアがある。

3Fからは、学校関係者以外立ち入りはできない。
- 3Fには、中講義室、プレゼンラウンジなどを備える。
- 4Fには、実習室、コンピューター教室などを備える。
- 5Fには、演習室などを備える。
- 6Fには、心理臨床センターや、個別学習室などを備える。

### 札幌看護医療専門学校

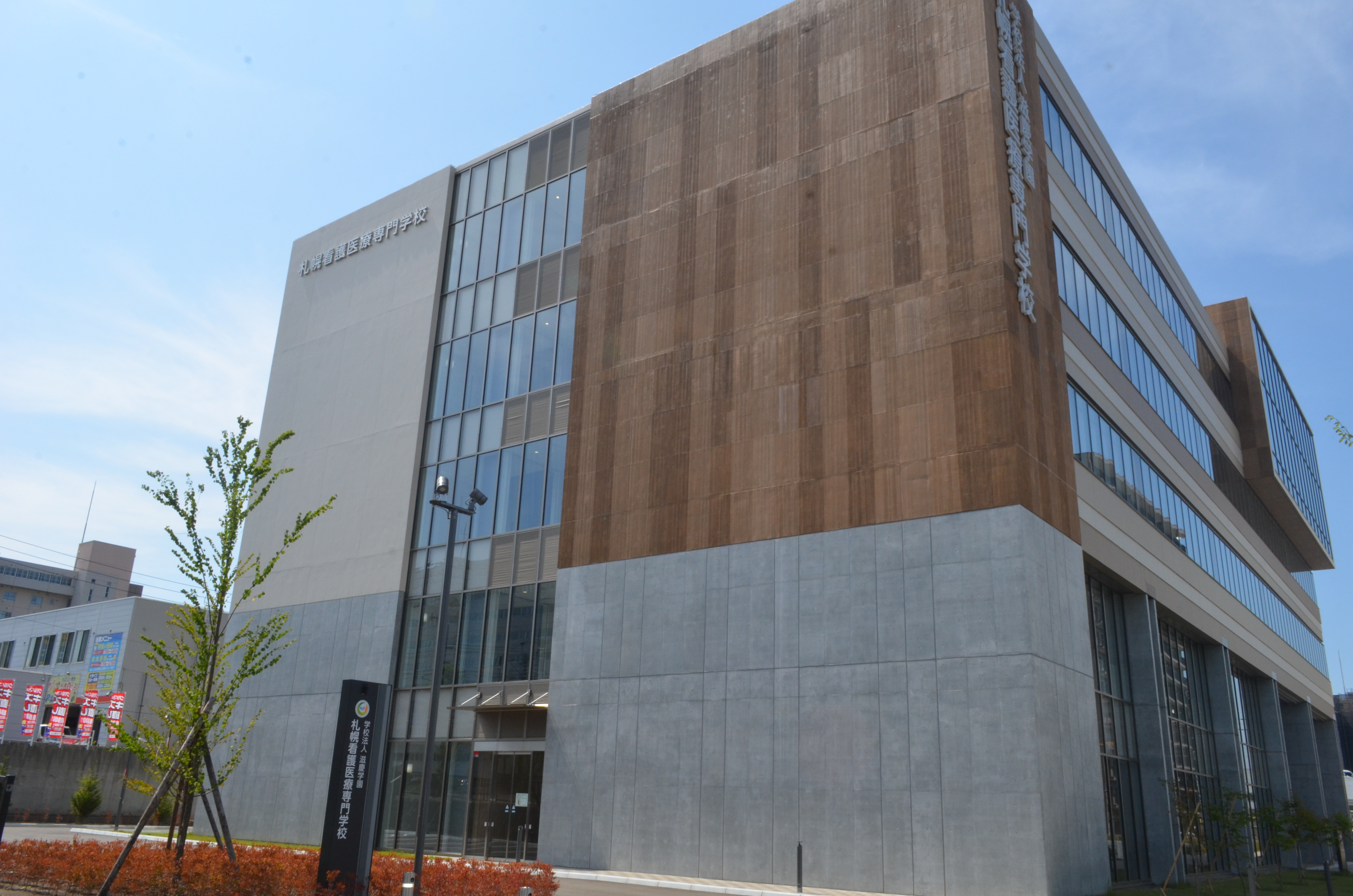
札幌看護医療専門学校

札幌看護医療専門学校  (さっぽろかんごいりょうせんもんがっこう)  とは、北海道札幌市厚別区に所在する看護医療専門学校である。

#### 開校の目的
「キャリア教育」、さらにグローバル人材の育成、また『4つの信頼』として掲げている「学生・保護者からの信頼」「高等学校からの信頼」「業界からの信頼」「地域からの信頼」を得ることを目指して開校した。

#### 設置学科
設置学科は、看護学科などの4つである。
- 看護学科
- 視能訓練士学科
- 歯科衛生士学科
- 臨床工学技士学科

## マールク新さっぽろI街区
I街区は、3つの医療施設、メディカルビル、マンション、商業施設、ホテル、駐車場、アクティブリンク、アクティブガーデンで構成されている。

### 新札幌整形外科病院
新札幌整形外科病院  (しんさっぽろせいけいげかびょういん)  は、北海道札幌市厚別区にある整形外科である。
沿革
- 1987年(昭和62年) - 開院。
- 1989年(昭和64年) - 医療法人化となる。
- 1994年(平成6年) - 増築工事竣工。
- 2022年(令和4年) - 病院をマールク新さっぽろ内に移転。

設置科目
リハビリテーション科など

### 新さっぽろ脳神経外科病院
新さっぽろ脳神経外科病院  (しんさっぽろのうしんけいげかびょういん)  は、北海道札幌市厚別区にある脳神経外科である。
沿革
- 1988年(昭和63年)3月7日 - 中川俊男（現理事長[12]）が開院[13]。
- 2022年(令和4年) - 病院をマールク新さっぽろ内に移転。

設置科目
- 脳神経外科
- リハビリテーション科
- 神経内科 など

### 交雄会新さっぽろ病院
交雄会新さっぽろ病院  (こうゆうかいしんさっぽろびょういん)  は、北海道札幌市厚別区にある内科である。
沿革
- 1982年(昭和57年)2月 - 開院。
- 2005年(平成17年)1月 - 医療法人化。
- 2022年(令和4年) - 病院をマールク新さっぽろ内に移転。

設置科目
- 内科
- 消化器内科
- 内視鏡内科
- 人工透析内科
- 循環器内科
- リハビリテーション科

### D-スクエア新さっぽろ
D-スクエア新さっぽろ  (でぃーすくえあしんさっぽろ)  とは、北海道札幌市厚別区にあるメディカルビルである。
沿革
- 2022年(令和4年)5月 - 竣工。

施設
医療サービス、医療関連サービス、エネルギーセンターの3つの分類に分けられる。
- 医療サービス
  - 3F（循環器科）新札幌心臓血管クリニック
  - 3F（眼科）新札幌おおたに眼科
  - 3F（歯科、 小児歯科, 歯科口腔外科）D-スクエア新さっぽろ歯科
  - 6F（皮膚科、美容皮膚科）さとこ皮膚科・美容クリニック
- 医療関連サービス
  - 1F（滅菌センター）エア・ウォーター・ライフサポート
  - 2F（調剤薬局）アイン薬局新さっぽろ店
- エネルギーセンター
  - B1F・1F  新さっぽろエネルギーセンター

### プレミストタワー新さっぽろ
プレミストタワー新さっぽろ（プレミストタワーしんさっぽろ）は、札幌市厚別区厚別中央1条6丁目に所在する超高層マンションである。

#### 概要
大手住宅メーカーの大和ハウス工業が開発・分譲した。設計は株式会社ドーコン。
RC造地上30階建て、総戸数220戸で、JR北海道新札幌駅と地下鉄東西線新さっぽろ駅とは屋根付きガラスで覆われた、「アクティブリンク」と、住宅とアクティブリンクを連絡する「ペデストリアンデッキ」で直結している。
住宅詳細
間取り
幅広いニーズに対応するべく、50.05 m2（1LDK） - 120.34 m2（4LDK）の計16プランが用意されている。
共用施設
来訪者が宿泊できるゲストルームが3戸、ワーキングラウンジが1戸、運動ができるフィットネスルームが1戸、パーティールームが1戸、スカイラウンジが1戸、管理事務室が1戸ある。

### BiVi新さっぽろ
BiVi新さっぽろ（ビビしんさっぽろ）は、北海道札幌市厚別区に所在する大型商業施設である。

#### 概要
地上4階、地下2階建ての建物で、2階に飲食街や屋内公園「BiViPARK」があるのが特徴である。

#### 沿革
土地の歴史は、前述した沿革を参照。
- 2022年(令和4年)1月 - 着工[24]。
- 2023年(令和5年)11月30日 - 開業[23]。
- 2024年(令和6年)2月 - 第2次開業予定。この開業をもって、完全開業となる。

#### テナント
詳細は公式サイト参照
4階
- EYE SENSE (ネイル・まつ毛エクステ)
- 英会話イーオン (英会話教室)
- KOMEHYO買取センター (買取専門店)
- スマップル (修理店)
- PD VISEO Smart Salon (美容室)
- 万代 (アミューズメント)
- 個別教室のトライ（学習塾） - 2024年2月開校

3階
- キャンドゥ（100円均一）
- ロフト（インテリア雑貨・キッチン雑貨）
- OWNDAYS（メガネ）
- PANCHA2（韓国食品と韓国雑貨）
- NO///NO LIFE by La Maison Nollys（レディースファッション・雑貨）
- ECOLIFE COCO（キッズ）
- Furisode＆Studio Riche（和洋服品）

2階
- Gentle bagel（カフェ）
- 宮田屋珈琲（喫茶・小売）
- 創作SUSHI舎利バル（寿司バル）
- 忠良農場（定食）
- 一田一茶（おでん・飲茶）
- ちきんくれすと（居酒屋・ダイニングバー）
- 幸福中華サワダ（中華料理）
- SAPPORO STEAK LAND「FOR SEASON」（ハンバーグ・ステーキ）
- 一文字premium（ラーメン）
- 新鮮組 魚×魚（海鮮丼）
- 蕎麦処 関（蕎麦）
- エイトカリィ（カレー）
- 桑田屋（ぱんじゅう・菓子）
- YORIMICHI（イタリアン）
- totono cafe（カフェ）
- UMEYA（洋菓子）
- おしゃれ工房（各種修理店）
- BiVi POP UP STORE
- BiVi STUDIO
- BiViPARK（屋内公園)
- 地下鉄東西線新さっぽろ駅10番出口

1階
- コープさっぽろ（スーパーマーケット)
- サンドラッグ（ドラッグストア)
- riposati（ピザ・カフェ)
- クリーニングホワイト急便（クリーニング)
- サザエ（弁当・惣菜)
- 地下鉄東西線新さっぽろ駅10番出口

### ラ・ジェント・ステイ新さっぽろ
ラ・ジェント・ステイ新さっぽろ（ラ・ジェント・ステイしんさっぽろ）とは、北海道札幌市厚別区にあるホテルである。

#### 概要
2023年7月15日にオープン。客室は全172室である。大浴場(雪の湯、森の湯)や、レストラン「ONIRICO」を構えるのが特徴である。

#### 客室[27]
- スタンダードルーム ダブル(ユニットバス) 54室
- スタンダードルーム ダブル(シャワーブース) 61室
- スぺーリアルーム ツイン 47室
- ハートフルルーム ツイン 3室
- ハートフルルーム ダブル 1室
- ユニバーサルツイン 2室
- デラックスルーム ツイン 4室